# Metapod
Metapod (Japans: Toranseru) is een van de vele Pokémon. Het is cocoon Pokémon die trainers, net zoals zijn voorevolutie Caterpie, al snel tegenkomen in Kanto en Johto en Alola. Hierdoor is Metapod een van de makkelijkste Pokémon die een trainer kan vangen. De buitenkant van Metapods huid is enorm hard, zodat zijn zachte lijf, dat zich aan het ontwikkelen is, beschermd wordt tegen aanvallen. De enige aanval die Metapod kent is verharden, waarbij zijn verdediging hoger wordt. Metapod kan echter ook nog tackle en bindschot als hij is geëvolueerd uit een Caterpie.
Metapod evolueert op level 10 in de op een vlinder lijkende Pokémon Butterfree.